# Anton Lump
Anton Lump (* 25. Januar 1866 in Pöggstall; † 15. September 1943 ebenda) war ein österreichischer Kaufmann und Parlamentarier.
Anton Lump übernahm das väterliche Kaufmannsgeschäft im niederösterreichischen Pöggstall und war Bürgermeister von Pöggstall von 1902 bis 1929.
Er war Abgeordneter zum Österreichischen Nationalrat vom 10. November 1920 bis zum 20. November 1923 (I. Gesetzgebungsperiode, Fraktion Großdeutsche Volkspartei). Er war auch Abgeordneter im Niederösterreichischen Landtag vom 21. Dezember 1920 bis zum 11. Mai 1921 (im Gemeinsamen Landtag und im Landtag von Niederösterreich-Land, Fraktion Deutsche Vereinigung).